# Актёрская студия
Актёрская студия (англ. Actors Studio) — школа профессиональных актёров, театральных режиссёров и драматургов, находящаяся по адресу 432 West 44th Street, Манхэттен, Нью-Йорк.
Была основана 5 октября 1947 года Элиа Казаном, Черил Крофорд, Робертом Льюисом и Анной Соколов. В 1951 году студию возглавил Ли Страсберг и руководил ею до своей смерти в 1982 году. Студия в первую очередь стала известна из-за своего метода актёрской техники, разработанного ещё в 1930-е годы и базирующегося на системе Станиславского.
Первоначально члены студии собирались в театре «Принцесса», а в 1955 году они перебрались в здание бывшей пресвитерианской церкви, в которой располагаются и по сей день. В 1965 году студия открыла свой единственный в мире филиал в Западном Голливуде, Калифорния, который получил название Западная актёрская студия.
С 1994 по 2005 год студия сотрудничала с университетом Новая школа в Нью-Йорке. С 1994 года на кабельном телеканале «Bravo» выходит передача «Внутри актёрской студии», в которой актёры, режиссёры и другие участники студии дают интервью.